# Laurent Quénelle
Laurent Quénelle est un violoniste français né en 1970.

## Biographie
Il étudie le violon à Saint-Maur, puis avec Denes Zsigmondy à la Washington University de Seattle et au Conservatoire national supérieur de musique et de danse de Paris avec Pierre Doukan. Laurent Quenelle est lauréat de la « Seattle Young Artist Competition », du « Mayor of London Prize » et des fondations Cziffra et Sasakawa. Membre du London Symphony Orchestra depuis 1996, il se produit régulièrement en musique de chambre et comme violon solo de plusieurs orchestres. Il est directeur artistique de European Camerata, ensemble qu’il a fondé et dirige du violon depuis 1995.